# Arsenicyna A
Arsenicyna A – arsenoorganiczny związek chemiczny wykazujący działanie bakteriobójcze i grzybobójcze, będący pierwszym odkrytym związkiem poliarsenowym występującym naturalnie. Po raz pierwszy wyizolowana została z gąbek Echinochalina bargibanti z północno-wschodnich wybrzeży Nowej Kaledonii. W badaniach z użyciem technik obliczeniowych i spektroskopowych wykazano, że arsenicyna A posiada strukturę zbliżoną do adamantanu. Zostało to potwierdzone laboratoryjnie z użyciem rentgenografii strukturalnej.